# Auguste Soupart
 (avril 2021).
Si vous disposez d'ouvrages ou d'articles de référence ou si vous connaissez des sites web de qualité traitant du thème abordé ici, merci de compléter l'article en donnant les références utiles à sa vérifiabilité et en les liant à la section « Notes et références ».
 (avril 2021).
La mise en forme du texte ne suit pas les recommandations de Wikipédia : il faut le « wikifier ».
Les points d'amélioration suivants sont les cas les plus fréquents. Le détail des points à revoir est peut-être précisé sur la page de discussion.
- Les titres sont pré-formatés par le logiciel. Ils ne sont ni en capitales, ni en gras.
- Le texte ne doit pas être écrit en capitales (les noms de famille non plus), ni en gras, ni en italique, ni en « petit »…
- Le gras n'est utilisé que pour surligner le titre de l'article dans l'introduction, une seule fois.
- L'italique est rarement utilisé : mots en langue étrangère, titres d'œuvres, noms de bateaux, etc.
- Les citations ne sont pas en italique mais en corps de texte normal. Elles sont entourées par des guillemets français : « et ».
- Les listes à puces sont à éviter, des paragraphes rédigés étant largement préférés. Les tableaux sont à réserver à la présentation de données structurées (résultats, etc.).
- Les appels de note de bas de page (petits chiffres en exposant, introduits par l'outil «  Source ») sont à placer entre la fin de phrase et le point final[comme ça].
- Les liens internes (vers d'autres articles de Wikipédia) sont à choisir avec parcimonie. Créez des liens vers des articles approfondissant le sujet. Les termes génériques sans rapport avec le sujet sont à éviter, ainsi que les répétitions de liens vers un même terme.
- Les liens externes sont à placer uniquement dans une section « Liens externes », à la fin de l'article. Ces liens sont à choisir avec parcimonie suivant les règles définies. Si un lien sert de source à l'article, son insertion dans le texte est à faire par les notes de bas de page.
- La présentation des références doit suivre les conventions bibliographiques. Il est recommandé d'utiliser les modèles {{Ouvrage}}, {{Chapitre}}, {{Article}}, {{Lien web}} et/ou {{Bibliographie}}. Le mode d'édition visuel peut mettre en forme automatiquement les références.
- Insérer une infobox (cadre d'informations à droite) n'est pas obligatoire pour parachever la mise en page.

Pour une aide détaillée, merci de consulter Aide:Wikification.
Si vous pensez que ces points ont été résolus, vous pouvez retirer ce bandeau et améliorer la mise en forme d'un autre article.
L’abbé Auguste Soupart, né à Charleroi le 18 mars 1928 et mort à Gilly, ville de Charleroi le 24 juin 2017, est un homme de religion, un historien et un généalogiste belge. Il a écrit de nombreux essais, seul ou en collaboration.

## Biographie

### Famille
Auguste Soupart, fils d'Armand Soupart, pharmacien, et de Florine Balle, est né en 1928 à Charleroi.

### Carrière
Ordonné prêtre à Tournai, le 27 juillet 1952, il est d’abord aumônier militaire à Euskirchen, en Allemagne, et à Flawinne. Vicaire à Forchies-la-Marche durant deux ans, il devient ensuite professeur de religion à l’École Moyenne de Jumet et à Ransart, durant 14 ans. Vicaire à Jumet-Gohissart, puis curé à Donstiennes, il enseigne de nouveau la religion, à Binche. Il est ensuite curé de Nalinnes-Haies durant cinq années. En outre, il avait été inspecteur diocésain des bibliothèques et responsable diocésain du service des archives.
Il a été également un collaborateur précieux du Musée — et Cercle d’Histoire — de Cerfontaine.

### Retraite
Depuis sa retraite, il habitait Cerfontaine, village natal de ses parents. Hospitalisé à Gilly (ville de Charleroi), il y meurt le 24 juin 2017.

### Généalogies
- La famille Soupart (1470-1970), 1971. Réédition de 1992.  Épuisé.
- Les seigneurs d'Ham-sur-Heure et de Nalinnes en la principauté de Liège. (975-1795) (Florennes, Morialmé, Condé, Enghien, Merode), 100 pages A4, Cahier du Musée de Cerfontaine no 338, 1982.
- Cerfontaine. Table des registres paroissiaux. Baptêmes. (1615-1711), A4, Cahier du Musée de Cerfontain, no 100.
- Cerfontaine. Table des registres Paroissiaux. Mariages et Décès. (1615-1711), A4, Musée de Cerfontaine, 1987.
- Les Soupart aux Estinnes de 1476 à nos jours. Supplément à « La famille Soupart ».Pages 167-193 d'un ouvrage collectif : “Au fil de l'Estinnes. Les clochers de Leptines. Passé, Présent, Futur. 471 pages, . (voir presbytère d’Estinnes-au-Val)
- Un double mariage Bournonvillr à Soumoy le 3 mai 1916, 24 pages A4, 1991.
- Histoire Généalogique de la famille de Robaulx, 2 volumes de 52 pages, Cahier du Musée de Cerfontaine n° 43, 1992.
- Les seigneurs et la noble famille de Senzeilles (Florennes, Morialmé, Senzeilles, Lannoy, Chimay, Orléans, Simonis), cahier du Musée de Cerfontaine n° 43,  47 pages, 1997.
- Histoire de la famille Soupart (de 1469 au début du XIXe siècle) (Supplément à « La famille Soupart »), 75 pages, 1997.
- Les seigneurs de Soumoy (Florennes, Morialmé, Senzeilles, Bouzanton, Glymes, Robaulx), cahier du Musée de Cerfontaine no 43, 2 tomes, 105 pages, 1998.
- Les seigneurs de Daussois (van Pède, Watermaele, van der Noot, Yve, Senzeilles, Groesbeek, Robaulx), cahier du Musée de Cerfontaine no 115, 53 pages, 1999.
- Les seigneurs de Cerfontaine (Florennes, Lorraine-Vaudémont, Ghoor, Millendonck, Croy-Solre), chaier du Musée de Cerfontaine no 120, 37 pages A4, 2000.
- La maison de Blois. Ses origines. Son implantation dans nos régions, 35 pages, 2000.
- Notes généalogiques sur deux familles Lebrun à Chastrès, 8 pages, 2000.
- Les Desmanet maîtres des forges de l'Entre-Sambre-et-Meuse, 94 pages A4, 2000.
- Une famille Reston à Gosselies, Arquennes et autres lieux au XVIe siècle, 2000.
- Notes généalogiques sur la famille de Zomberghe, 2000.
- Fascinante et prodigieuse famille. La postérité de Pierre-Isidore Soupart (Mignault 1791 - Soumoy 1868) et de Marie-Thérèse Bayot (Soumoy 1798-1858), 83 pages. Plus de 800 descendants, 2000.
- Lexique grammatical des prénoms latin-français. Lexique des noms latins et des noms français anciens des villes et villages des régions du Centre, de Charleroi et d'Entre-Sambre-et-Meuse, 20 pages A4, 2001.
- Les anciens Marloyats. 100 familles qui ont fait Nalinnes. Pistes généalogiques, 124 pages  A4, 2001.
- Auxbrebis, famille dinantaise et mosane d'Aubrives à Liège. Familles notables d'Aubrives au XVlIe siècle. 12 illustrations, 119 pages A4, 2002.
- Les Martin à Nismes. L’affaire du curé Jacques Martin, cahier du Musée de Cerfontaine no 75511 illustrations, 32 pages (en collaboration), 2005.
- Chimay, Heures Sombres. Les registres paroissiaux et chronique des évènements à Chimay de 1637 à 1660, 380 pages, 12 illustrations (en collaboration avec Jean-François Goffin), Musée de Cerfontaine, 2006.

### Histoire ecclésiastique
- Notes historiques sur la paroisse Saint-Nicolas à Nalinnes-Haies, fondée en 1859, 55 pages A4, 1978.
- Notes historiques sur la paroisse Notre-Dame de Nalinnes au diocèse de Liège, 100 pages, 4 photos, 1979.
- Charleroi. Paroisse Saint-Éloi, Histoire de la paroisse de Charleroi-Nord, 120 pages, 81 ill. En collaboration avec l'abbé M. Bourgeois et le docteur P. Huwart.1981. (voir presbytère de Charleroi-Nord)
- Estinnes-au-Val Histoire de la paroisse Saint-Martin, 65 pages A4, nombreuses ill., 1985. (voir cure d’Estinnes-au-Val)
- Les chanoines du chapitre Saint-Théodard à Thuin, 59 pages A4, 1987.
- Histoire de la paroisse Saint-Brice à Alunis, 85 pages A4, nombreuses illustrations, 1987. (voir cure d’Aulnois)
- Histoire de la paroisse de Mont-Sainte-Geneviève, 32 pages A4. Inédit, 1991.
- Histoire du doyenné de Thuin et de ses paroisses, A4. Tome 1. Histoire générale.
- Tome 2. Les paroisses, Cahier du Musée de Cerfontaine no 202 & 203,  31 pages, 8 cartes - 92 pages, 1996.
- Le doyenné de Binche et ses paroisses au début du XVIIIe siècle. (1700-1750), 111 pages, nombreuses ill., 1999.
- Regards sur les anciens doyennés de Florennes, Biesme, Walcourt et Bouvignes, 6 cartes. 2 illustrations, 67 pages A4, 1999.
- Histoire du doyenné de Walcourt, 2 cartes, 115 pages A4, 2001.
- Histoire du doyenné de Chimay et de ses paroisses. 4 cartes. 40  ill., 146 pages (en collaboration avec Catherine et Jean-François Goffin), 2003.

### Divers
- Les noms de famille de Nalinnes, leur signification, leur origine. 1679 noms étudiés. 55 pages A4, 1976.
- La ferme et le château des Loges à Anderlues. 59 pages A4, 1987.